# Beatles boot
I Beatles Boots sono un tipo di stivali che sono stati indossati nella loro originaria versione a partire dal 1960. Gli stivali sono aderenti, posseggono un tacco cubano 
derivato dagli stivali da flamenco ed hanno una punta cosiddetta "tagliente". Sul lato possiamo trovare o una Zip o un elastico. Sono stati resi famosi dall'omonima band musicale inglese ed hanno reintrodotto il tacco alto nelle calzature maschili.
I Beatles Boots sono i discendenti diretti dei Chelsea Boots, stivaletti originariamente prodotti in King's Road nel quartiere Chelsea di Londra dalla casa di calzature Anello & Davide , dal quale derivano la punta e le cuciture. 
Anello & Davide erano dei produttori di calzature di origini italiane che avevano rilevato la rinomata azienda Rayne, che era la fornitrice ufficiale della Casa Reale del Regno Unito. Quando la Rayne fallì, la Casa Reale riuscì a rintracciarne un ex impiegato, David Hyatt. Quest’ultimo nel frattempo era andato a lavorare per la ditta Anello & Davide.
I Beatles Boots hanno avuto origine nell'ottobre del 1961, quando i musicisti inglesi Paul McCartney e John Lennon videro nella vetrina della suddetta ditta i Chelsea Boots, richiedendo di averne quattro paia per tutti i componenti della band, ma con l'aggiunta dei tacchi più alti.
Gli stivali sono stati molto popolari tra le Rock Band nella metà degli anni '60, ma verso il 1970 il successo di queste calzature calò. Gli stivali videro un'altra ondata di popolarità all'inizio del 1980, nel periodo del movimento punk, ma nel 1990 di nuovo ci fu un calo di interesse verso questo tipo di stivali. Dal 2000 in poi la loro popolarità resta stabile.